# Anna Maria Jopek
Anna Maria Jopek (Varsó, 1970. december 14. –) lengyel dzsessz és pop énekesnő. A lengyel színpadi előadóművészet egyik legkiemelkedőbb alakja.
Az 1997-es Eurovíziós Dalfesztiválon Lengyelországot képviselte Ale jestem című dalával, és a tizenegyedik helyen végzett.

## Lemezei

### Albumok
- Ale jestem (1997)
- Szeptem (1998)
- Jasnosłyszenie (1999)
- Dzisiaj z Betleyem (1999)
- Bosa (2000)
- Barefoot (2002)
- Nienasycenie (2002)
- Upojenie (+ Pat Metheny) (2002)
- Farat (live) (2003)
- Secret (2005)
- Niebo (2005)
- ID (2007)
- BMW Jazz Club Volume 1: Jo & Co (live) (2008)
- Polanna (2011)
- Haiku (2011)
- Sobremesa (2011)
- Minione (2017)
- Czas kobiety (2017)
- Ulotne (2018)

### Kislemezek
- Chwilozofia 32-bitowa (1996)
- Ale jestem (1997)
- Joszko Broda (1997)
- Nie przychodzisz mi do głowy (1997)
- Cud niepamięci (1998)
- Przed rozstaniem (1998)
- Ja wysiadam (1999)
- Księżyc jest niemym posłańcem (1999)
- Na całej połaci śnieg (+ Jeremi Przybora, 1999)
- Nadzieja nam się stanie (1999)
- Smutny bóg (2000)
- Ślady po Tobie (2000)
- Szepty i łzy (2000)
- Jeżeli chcesz (2000)
- Henry Lee / Tam, gdzie rosną dzikie róże (+ Maciej Maleńczuk, 2001)
- Upojenie (2001)
- Na dłoni (2002)
- O co tyle milczenia (2002)
- I pozostanie tajemnicą (2002)
- Małe dzieci po to są (2003)
- Tam, gdzie nie sięga wzrok (2003)
- Mania Mienia (2003)
- Możliwe (2004)
- Gdy mówią mi (2005)
- Niebo (2006)
- A gdybyśmy nigdy się nie spotkali (2006)
- Teraz i tu (2007)
- Zrób, co możesz (2007)
- Skłamałabym (2007)
- Cisza na skronie, na powieki słońce (2008)
- Możliwe (2009)
- Sypka Warszawa (2009)

## Külső hivatkozások
- Hivatalos oldal Archiválva 2009. június 2-i dátummal a Wayback Machine-ben
- Hivatalos oldal
- Anna Maria Jopek az Internet Movie Database-ben (angolul)